# Cryptotis tamensis
Cryptotis tamensis — вид родини мідицевих (Soricidae).

## Поширення
Цей вид зустрічається в Парамо-де-Тама, на заході Венесуели, і прилеглих високогір'ях в Східної Кордильєри Колумбії, між 2385 і 3325 м. Більшість особин цього виду були знайдені в хмарному лісі, хоча є принаймні один запис з пасовища на краю лісу.

## Загрози та охорона
Немає великих загроз цьому виду. Немає істотного збезлісення у відомому ареалі виду. Вид був записаний, щонайменше в одному охоронному районі, Національному парку Ель-Тама, у Венесуелі.